# Günter Wallraff
Günter Wallraff (Burscheid bij Keulen, 1 oktober 1942) is een Duits schrijver en undercoverjournalist.

## Undercoverwerk
Wallraff werd beroemd om zijn onderzoeksmethoden, waarbij hij zelf onder een fictieve identiteit deel werd van zijn onderzoeksdomein. In maart 1976 kwam hij internationaal in de publiciteit. Hij had eind 1975 weten te infiltreren in een groep politiek rechtse Portugezen, die meenden, in West-Duitsland  aan steun, o.a. wapens, voor een rechtse staatsgreep te kunnen komen. Portugal was toen politiek overwegend links, en velen in West-Europa vreesden, dat het land na de Anjerrevolutie van 1974 een bondgenoot van de Sovjet-Unie zou kunnen worden. De Portugezen, die naar Düsseldorf waren gekomen om over wapenleveranties te praten, stonden onder controle van de vooraanstaande oud-president António de Spínola. Wat Spínola niet wist, was, dat Günter Wallraff undercover tot degenen behoorde, die met zijn groep mensen onderhandelden. Wallraff publiceerde op 7 april alles, wat hij had gehoord, met een lijst namen van de aspirant-coupplegers.  Mede daardoor werd de staatsgreep in Portugal verijdeld.  
Zo werkte hij ook in 1977 als journalist voor het roddelblad Bild Zeitung onder de naam "Hans Esser" en schreef hij in zijn boeken Der Aufmacher en Zeugen der Anklage over soms mensonterende methoden. Zijn boek Ganz unten (vertaald als Ik (Ali)) veroorzaakte in 1985 ophef; Wallraff werkte vermomd als Turks gastarbeider in de Duitse staalindustrie. Uit het verslag kwamen misstanden in de werkomstandigheden van buitenlandse gastarbeiders in de publiciteit.
Wallraffs werkwijze stuit ook op kritiek, omdat hij de privacy van betrokkenen zou schenden, bedrijfsgeheimen zou onthullen en niet met open vizier zou werken. Hij werd meerdere malen voor de rechter gedaagd maar nooit veroordeeld. Hij werd beschuldigd van plagiaat en vervalsing. Vooral op zijn rol als Somalische asielzoeker volgde de kritiek dat hij geen zwarten aan het woord liet. In Nederland is de undercovermethode omstreden. In de praktijk is dit de enige manier die werkt volgens Wallraff. Hij zegt te doen wat hij niet laten kan en wordt tot werken gedreven. Als gevolg van haatcampagnes, huiszoekingen, processen e.d. ontbeert hij een normaal gezinsleven.

## Verdachtmaking als Stasi-medewerker
Het blad Stern berichtte op 4 september 2003 dat Wallraff als inoffizieller Mitarbeiter (informant) rond 1968-1971 de Oost-Duitse Stasi informatie geleverd zou hebben.
Wallraff ontkent echter ooit actief voor de Stasi gewerkt te hebben en klaagde in 2003/2004 uitgeverij Axel-Springer-Verlag aan wegens herhaalde aantijgingen als zou hij Stasi-Mitarbeiter zijn geweest. De rechtbank (Landgericht) in Hamburg verbood in december 2004 met name het Axel-Springer-concern Wallraff nog langer aan te duiden als Stasi-Mitarbeiter, hetgeen in 2006 bekrachtigd werd door het hoogste gerechtshof (Oberlandesgericht) van de deelstaat Hamburg.

## Aus der schönen neuen Welt
Heerlijke nieuwe wereld (oorspronkelijke Duitse titel Aus der schönen neuen Welt, Expeditionen ins landesinnere) is een boek uit 2009. Hierin legt Wallraff de donkere kanten van de maatschappij bloot. Undercover kruipt hij in maatschappelijke rollen en schrijft over zijn ervaringen. Met zijn reportages vraagt hij aandacht voor de schrijnende omstandigheden waarin sommigen leven. De titel verwijst naar de roman van Aldous Huxley, waarin een kleine kaste, de 'alfaplussers', de macht uitoefent over een eenvormige, uitwisselbare, van zijn identiteit beroofde massa, die tevreden wordt gehouden door brood en spelen. Duitsland gaat steeds meer op deze wereld lijken, vindt Wallraff. Wallraff vermomde zich als zwarte migrant, als dakloze, ging – eveneens vermomd – bij een callcenter en een industriële bakkerij werken en liet zich door de betrokkenen informeren over het lot van personeelsleden van toprestaurants, Starbucks en de Duitse spoorwegen, om af te sluiten met een hoofdstuk over het verbieden en neutraliseren van ondernemingsraden en vakbonden in de bedrijven.

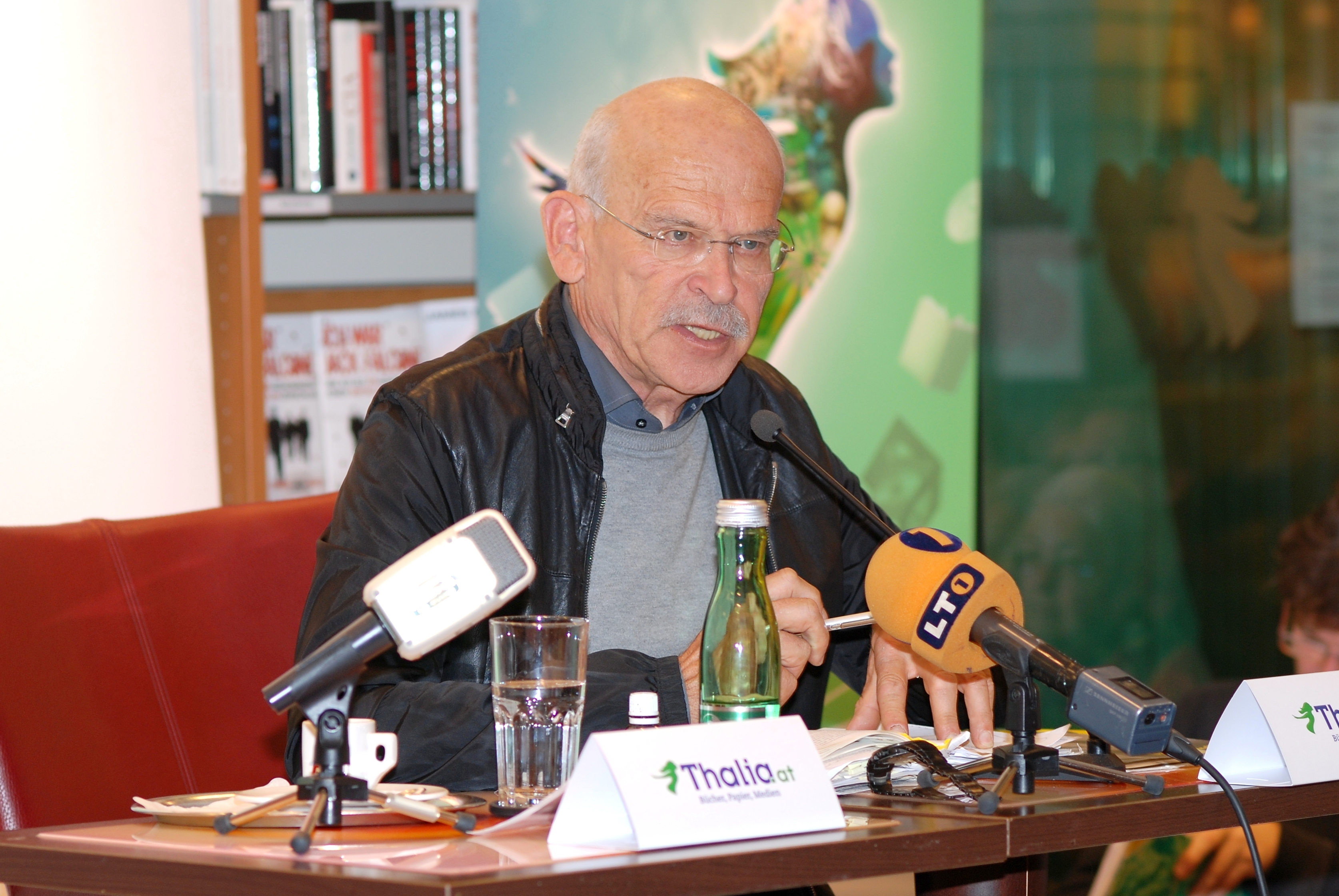
Wallraff tijdens een boekpresentatie in Oostenrijk

### Gevolgen
De reportages in het boek lokten veel reacties en discussies uit. De politiek reageerde door meer sancties op te leggen op de praktijken in callcenters. Twee onmenselijke opvangtehuizen voor daklozen werden gesloten en vervolgens gerenoveerd. De broodjesbakkerij werd twee jaar na het verschijnen van de reportage gesloten. De eigenaar probeerde zich te onttrekken aan de lopende rechtszaak.
Elke week ontvangt Wallraff informatie uit bedrijven, waarna hij de betreffende bedrijfsleiders confronteert met de informatie. Als deze de situatie rechttrekken, belooft Wallraff de zaak niet in de media te brengen.

### Films
Vrij snel na het boek werden films en reportages uitgebracht, gebaseerd op video-opnamen.
- Reportage over de broodjesfabrikant van Lidl: Wo Arbeit weh tut.
- Documentaire over racisme in Duitsland: Schwarz auf Weiß.
- Reportage over callcenters: Bei Anruf Abzocke.
- Dakloos de winter overleven: Unter null.
- Team Wallraff deckt auf, een televisieserie vanaf 28 april 2014, RTL.

## Prijzen (selectie)
- 1984: Monismanienpriset (prijs voor vrijheid van meningsuiting)[13]
- 2010: Martiniprijs van de SPD Südpfalz
- 2010: Gerty-Spies-Literatuurprijs
- 2010: Siebenpfeiffer-Prijs van de Siebenpfeiffer-Stichting
- 2011: Gold World Medal op het New York Festival in de categorie Investigativer Report voor de film Schwarz auf Weiß
- 2011: Anti-Mobbing-Award[14]
- 2013: August-Bebel-Prijs van de (door Günter Grass opgerichte) August-Bebel-Stichting, voor zijn levenswerk, uitgereikt op 22 februari 2013

## Trivia
- In het Zweeds bestaat het werkwoord wallraffa ("wallraffen") dat vertaald kan worden als "onderzoeksjournalistiek bedrijven onder een valse identiteit". Het woord is officieel geboekstaafd bij de Zweedse Academie.[15]
- Günther Wallraff richtte met de opbrengsten van zijn bestsellers een stichting op. Duisburg renoveerde daarmee een straat die onder de sloophamer dreigde te komen. Daarnaast richtte Wallraf een school voor 450 meisjes op in het noorden van Afghanistan. Ook is hij bezig een beurs op te richten voor jonge journalisten.